# EIF4G3
EIF4G3‏ (Eukaryotic translation initiation factor 4 gamma 3) هوَ بروتين يُشَفر بواسطة جين EIF4G3 في الإنسان.
يشفر الجين بروتينًا يعمل في الترجمة عن طريق مساعدة تجميع الريبوسوم على قالب الرنا المرسال. ومن المربك أن هذا البروتين يُشار إليه عادةً باسم eIF4GII، لأنه على الرغم من أن EIF4G3 هو الجين الثالث الذي يشبه عامل بدء الترجمة الحقيقي 4 جاما، فإن الشكل الثاني EIF4G2 ليس عامل بدء ترجمة نشطًا.

## التفاعل
لقد ثبت أن EIF4G3 يتفاعل مع PABPC1.